# Новокрымское сельское поселение
Новокрымское се́льское поселе́ние (укр. Новокримське сільське́ посе́лення, крымскотат. Borlaq Tama köy yurtu, Борлакъ Тама кой юрту) — муниципальное образование в Джанкойском районе Республики Крым Российской Федерации.
Административный центр — село Новокрымское.

## География
Расположено в западной части Джанкойского района, в степной зоне полуострова.

## История
В 1923 году был образован Новокрымский сельский совет.
Статус и границы Новокрымского сельского поселения установлены Законом Республики Крым от 5 июня 2014 года № 15-ЗРК «Об установлении границ муниципальных образований и статусе муниципальных образований в Республике Крым».

## Население
| 2001  | 2014  | 2015  | 2016  | 2017  | 2018  | 2019  |
| ----- | ----- | ----- | ----- | ----- | ----- | ----- |
| 2080  | ↘1627 | ↗1630 | ↘1614 | ↘1597 | ↘1560 | ↘1529 |
| 2020  | 2021  |       |       |       |       |       |
| ↘1523 | ↗1744 |       |       |       |       |       |

## Состав сельского поселения
| № | Населённый пункт | Тип населённого пункта       | Население |
| - | ---------------- | ---------------------------- | --------- |
| 1 | Источное         | село                         | ↘192      |
| 2 | Новокрымское     | село, административный центр | ↘1081     |
| 3 | Павловка         | село                         | ↘354      |